# Planulinidae
Planulinidae es una familia de foraminíferos bentónicos de la superfamilia Planorbulinoidea, del suborden Rotaliina y del orden Rotaliida. Su rango cronoestratigráfico abarca desde el Eoceno superior hasta la Actualidad.

## Clasificación
Planulinidae incluye a los siguientes géneros:
- Coronatoplanulina
- Crespinella †
- Hyalinea
- Planulina

Otro género considerado en Planulinidae es:
- Hofkerinella, aceptado como Hyalinea